# Maksym Tałowierow
Maksym Wadymowycz Tałowierow, ukr. Максим Вадимович Таловєров (ur. 28 czerwca 2000 w Doniecku) – ukraiński piłkarz, grający na pozycji obrońcy.

## Kariera piłkarska

### Kariera klubowa
Wychowanek klubów Szachtar Donieck, Arsenał Kijów i Olimpik Donieck, barwy których bronił w juniorskich mistrzostwach Ukrainy (DJuFL). 26 listopada 2016 roku rozpoczął karierę piłkarską w juniorskiej drużynie Olimpika Donieck U-19, potem grał w młodzieżowej drużynie. Wiosną 2019 roku trafił do czeskiego klubu Dynamo Czeskie Budziejowice, gdzie regularnie występował w składzie młodzieżowej drużyny. Jesienią został wypożyczony do Sparty Praga, ale tam dostał możliwość gry tylko w młodzieżowej drużynie, która grała w III lidze. 31 maja 2020 zadebiutował w podstawowej jedenastce Dynama z Czeskich Budziejowic, wchodząc na zmianę w 50.minucie meczu z Bohemians Praga 1905. 5 stycznia 2022 przeniósł się do Slavii Praga. 16 lipca 2022 został wypożyczony do Slovana Liberec. 1 lutego 2023 przeniósł się do austriackiego LASK Linz.

### Kariera reprezentacyjna
Od 2021 bronił barw młodzieżówki.

## Sukcesy i odznaczenia

### Sukcesy reprezentacyjne
Ukraina U-21
- brązowy medalista Mistrzostw Europy U-21: 2023